# 202
202. је била проста година.

## Догађаји
- Цар Септимије Север се враћа у Рим након петогодишњег одсуства. Фестивали се одржавају како би се прославила његова шестогодишња владавина. Север предузима промене у царској влади, дајући римској војсци доминантну улогу, повећавајући плате у легијама и дозвољавајући легионарима да се жене како би осигурали њихову лојалност.
- Рим је град са око 1,5 милиона грађана, његово становништво је углавном смештено у 46.600 инсула или стамбених блокова, сваки висок од три до осам спратова, крхко направљених од дрвета, цигле или шута.
- Око 400.000 робова обавља робовске послове у Риму, при чему грађани средње класе често поседују осам; богати од 500 до 1.000; цар чак 20.000. Слободни градски радници уживају у 17 до 18 сати слободног времена сваког дана, са бесплатним улазом у купатила, спортске догађаје и гладијаторске игре.
- Север покреће кампању у Африци; Легија Аугуста под Квинтом Аницијем Фаустом води рат против Гараманта дуж Лимеса Триполитана. Они заузимају неколико насеља као што су Гадамес, Гхолиа и њихов главни град Герма, 600 км јужно од Лептис Магне. Провинција Нумидија је проширена: Римљани припајају Цастелум Димиди, Гемелае и Весцера.
- Цер Север издаје Едикт који забрањује прелазак у хришћанство и сваку ширење хришћанског учења.
- Римски закон забрањује жене гладијаторице.
- Пантеон у Риму је обновљен.
- Битка код Бованга: Ратни вођа Лиу Беи побеђује Цао Цаове снаге под Ксиахоу Дуном.
- Да би избегао прогон хришћана од стране цара Септимија Севера, Климент Александријски тражи уточиште са Александром Јерусалимским у Кападокији.

## Смрти
- Википедија:Непознат датум — Свети мученик Леонид - хришћански светитељ.
- Википедија:Непознат датум — Иринеј Лионски - хришћански светитељ.